# 貝克 (內布拉斯加州)
貝克（英語：Baker）是位於美國內布拉斯加州博伊德縣的鬼鎮。

## 歷史
貝克的郵局於1891年設立，其後於1906年停運。

## 地理
貝克所處的海拔為高於海平面558米（即1831英呎），而該地所採用的時區為UTC-6，即北美中部时区（CST）。同時該地設有夏令時間，為UTC-6調快一小時，即UTC-5（CDT）。